# Li-Fi
Li-Fi (eng. Light Fidelity [Visible Light Communications, komuikacija u vidljivom sjetlu]) ime je za komunikacijsku tehnologiju koja koristi spektar vidljivog svjetla za prijenos podataka. Prema istraživanjima iz Instituta Heinrich Hertz iz Njemačke, pomoću Li-Fi moguće je ostvariti brzine prijenosa podataka do 500 Mbit/s korištenjem bijelih LED (svjetlosnih dioda) koje je proizvela tvrtka Osram. Podatci se enkodiraju s promjenom intenziteta svjetla koje ne utječe na rad ljudskog oka, dok na prijemnik na drugoj strani se sastoji od fotoreceptora koji ovo svjetlo. U sadašnjem stanju tehnologije korisni doseg Li-Fi mreže nije toliko velik, i za sada je ograničen na konus svjetla. Prednost Li-Fia jest da ne zrači radio-valove i mogu se primjenivati u nekim sredinama u kojima su radio valovi štetni kao recimo u bolnicama, ili u mjestima gdje su elektromagnestske smetnje velike i gdje nije praktično koristiti optičke ili bakarne vodove.